# Sempervivum arachnoideum
Sempervivum arachnoideum (L., 1753) è una pianta succulenta appartenente alla famiglia delle Crassulaceae, originaria dell'Europa occidentale.
L'epiteto specifico arachnoideum si riferisce all'aspetto della rosetta centrale che assomiglia ad una tela di ragno.
Tra le specie del genere presenti in Italia, è quella dalle più piccole dimensioni (fino ad un massimo di 3 cm).

## Descrizione

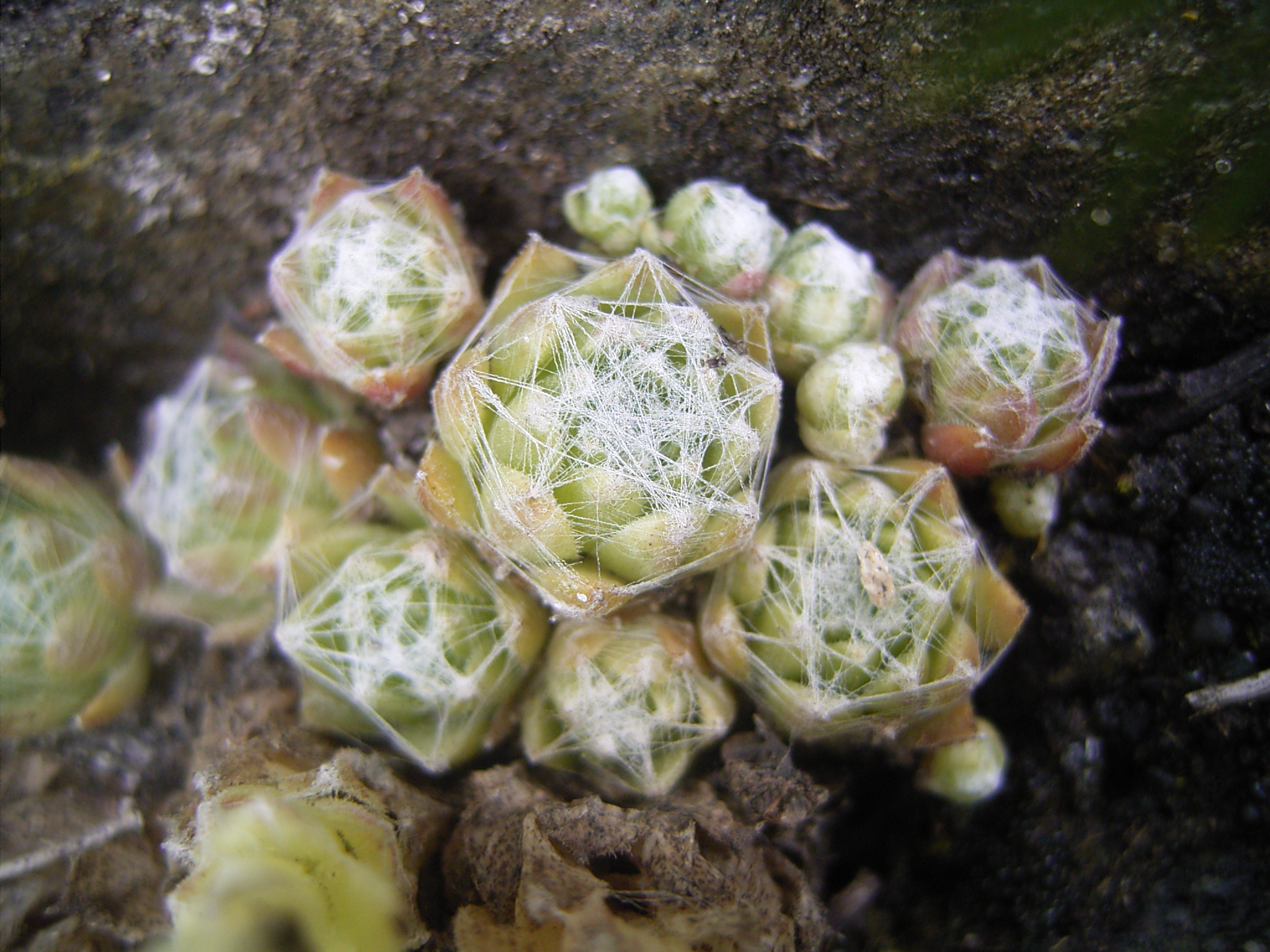
rosette di Sempervivum arachnoideum

Questa specie presenta foglie succulente riunite in rosetta basale, coperte da peli biancastri ragnatelosi.
Le rosette hanno dimensioni contenute, dell'ordine di pochi centimetri, il fusto si allunga alla fioritura fino a raggiungere i 15 cm.
I fiori hanno 8-10 petali di colore rosso-violetto, sono a simmetria raggiata, e portati in gruppi su un unico scapo fiorale: compaiono tra giugno e settembre.

## Tassonomia
Alcuni testi (es. Pignatti, 1982) riconoscono due sottospecie:
- subsp. arachnoindeum con rosette globose e peli più scarsi
- subsp. tomentosum con rosette appiattite e peli numerosi

## Ecologia
Specie che si ritrova su rupi e pietraie aridissime dai 300 ai 2900 m s.l.m.